# 전라남도광양교육지원청
전라남도광양교육지원청(全羅南道光陽敎育支援廳, Gwangyang Office of Education)은 전라남도 광양시를 관할하는 전라남도교육청 산하 교육지원청이다.
교육장은 장학관으로 보한다.

## 산하 기관

### 유치원
| - 광양중마유치원 | - 리베유치원 - 광양제철유치원 - 혜화유치원 - 뽀뽀뽀유치원 - 신화유치원 - 부경유치원 - 산새소리숲유치원 - 엔젤유치원 |

### 초등학교
| - 골약초등학교 - 광양가야초등학교 - 광양남초등학교 - 광양덕례초등학교 - 광양동초등학교 - 광양마동초등학교 - 광양백운초등학교 - 광양북초등학교 | - 광양서초등학교 - 광양용강초등학교 - 광양제철남초등학교 - 광양제철초등학교 - 광양중동초등학교 - 광양중마초등학교 - 광양중앙초등학교 - 광양와우초등학교 | - 광양중진초등학교 - 광양칠성초등학교 - 광영초등학교 - 다압초등학교 - 봉강초등학교 - 성황초등학교 - 세풍초등학교 | - 옥곡초등학교 - 옥룡북초등학교 - 옥룡초등학교 - 진상초등학교 - 진월초등학교 - 태인초등학교 |

### 중학교 (남녀공학 전환)
| - 광양골약중학교 - 광양다압중학교 - 광양백운중학교 | - 희양중학교 - 광양제철중학교 - 광양중동중학교 | - 광양중학교 - 광양진월중학교 - 광영중학교 | - 동광양중학교 - 옥곡중학교 - 진상중학교 | - 광양마동중학교 - 광양용강중학교 - 한국창의예술중학교 |

### 고등학교
| - 광양백운고등학교 - 광양고등학교(공립 남학교) - 광양여자고등학교(공립 여학교) | - 한국항만물류고등학교 - 광양하이텍고등학교 - 중마고등학교 | - 광영고등학교 - 한국창의예술고등학교 - 광양제철고등학교 |